# Hyalostenele catax
Hyalostenele catax là một loài bướm đêm trong họ Geometridae.